# Paral·lel 78° nord
El paral·lel 78° nord és una línia de latitud que es troba a 78 graus nord de la línia equatorial terrestre. Travessa Europa, Àsia, l'Oceà Pacífic, Amèrica del Nord l'oceà Atlàntic. És el paral·lel nord més meridional que no passa per cap zona continental (està lleugerament al nord del cap Txeliüskin).

## Geografia
En el sistema geodèsic WGS84, al nivell de 78° de latitud nord, un grau de longitud equival a 23,204 km; la longitud total del paral·lel és de 9.037 km, que és aproximadament 20,7% de la de l'equador, del que es troba a 8.661 km i a 1.341 km del pol Nord
Com tots els altres paral·lels a part de l'equador, el paral·lel 78° nord no és un cercle màxim i no és la distància més curta entre dos punts, fins i tot si es troben al mateix latitud. Per exemple, seguint el paral·lel, la distància recorreguda entre dos punts de longitud oposada és 4.177 km; després d'un cercle màxim (que passa pel Pol Nord), només és 2.682 km.

## Durada del dia
En aquesta latitud, el sol és visible durant 24 hores i 0 minuts a l'estiu, i resta sota l'horitzó tot el dia en solstici d'hivern.

## Arreu del món
Començant al meridià de Greenwich i dirigint-se cap a l'est, el paral·lel 78º passa per:
| Coordenades                               | País, territori o mar        | Notes                                                                              |
| ----------------------------------------- | ---------------------------- | ---------------------------------------------------------------------------------- |
| 78° 0′ N, 0° 0′ E / 78.000°N,0.000°E      | Oceà Atlàntic                | Mar de Groenlàndia                                                                 |
| 78° 0′ N, 13° 39′ E / 78.000°N,13.650°E   | Noruega                      | Svalbard - illa de Spitsbergen                                                     |
| 78° 0′ N, 18° 25′ E / 78.000°N,18.417°E   | Storfjorden                  |                                                                                    |
| 78° 0′ N, 21° 8′ E / 78.000°N,21.133°E    | Noruega                      | Svalbard - illa d'Edgeøya                                                          |
| 78° 0′ N, 23° 16′ E / 78.000°N,23.267°E   | Mar de Barents               |                                                                                    |
| 78° 0′ N, 67° 48′ E / 78.000°N,67.800°E   | Mar de Kara                  |                                                                                    |
| 78° 0′ N, 99° 35′ E / 78.000°N,99.583°E   | Rússia                       | Terra del Nord – illa Bolxevic                                                     |
| 78° 0′ N, 100° 23′ E / 78.000°N,100.383°E | Mar de Kara                  |                                                                                    |
| 78° 0′ N, 103° 24′ E / 78.000°N,103.400°E | Mar de Làptev                | Passa al sud de l'Illa Mali Taimir, Rússia                                         |
| 78° 0′ N, 123° 15′ E / 78.000°N,123.250°E | Oceà Àrtic                   |                                                                                    |
| 78° 0′ N, 114° 43′ O / 78.000°N,114.717°O | Canadà                       | Territoris del Nord-oest – Illa Brock                                              |
| 78° 0′ N, 114° 19′ O / 78.000°N,114.317°O | Estret de Wilkins            |                                                                                    |
| 78° 0′ N, 112° 25′ O / 78.000°N,112.417°O | Canadà                       | Territoris del Nord-oest - Illa de Mackenzie King Nunavut - Illa de Mackenzie King |
| 78° 0′ N, 109° 36′ O / 78.000°N,109.600°O | Mar del Príncep Gustau Adolf |                                                                                    |
| 78° 0′ N, 105° 19′ O / 78.000°N,105.317°O | Estret de Maclean            |                                                                                    |
| 78° 0′ N, 102° 51′ O / 78.000°N,102.850°O | Estret Danès                 | Passa al nord de l'illa del Rei Cristià, Nunavut, Canadà                           |
| 78° 0′ N, 100° 47′ O / 78.000°N,100.783°O | Canadà                       | Nunavut – Illa d'Ellef Ringnes                                                     |
| 78° 0′ N, 99° 2′ O / 78.000°N,99.033°O    | Hassel Sound                 |                                                                                    |
| 78° 0′ N, 97° 28′ O / 78.000°N,97.467°O   | Canadà                       | Nunavut – Illa d'Amund Ringnes                                                     |
| 78° 0′ N, 95° 1′ O / 78.000°N,95.017°O    | Badia de Noruega             |                                                                                    |
| 78° 0′ N, 87° 50′ O / 78.000°N,87.833°O   | Fiord Baumann                |                                                                                    |
| 78° 0′ N, 85° 24′ O / 78.000°N,85.400°O   | Canadà                       | Nunavut - Ellesmere                                                                |
| 78° 0′ N, 75° 48′ O / 78.000°N,75.800°O   | Estret de Nares              |                                                                                    |
| 78° 0′ N, 72° 16′ O / 78.000°N,72.267°O   | Groenlàndia                  | Kavigarssuk                                                                        |
| 78° 0′ N, 21° 18′ O / 78.000°N,21.300°O   | Groenlàndia                  | Søndre Mellemland                                                                  |
| 78° 0′ N, 18° 53′ O / 78.000°N,18.883°O   | Oceà Atlàntic                | Mar de Groenlàndia                                                                 |